# Balićžunićita
La balićžunićita és un mineral de la classe dels sulfats. Rep el nom en honor de Tonci Balić-Žunić (1952), professor de mineralogia del Museu d'Història Natural de la Universitat de Copenhaguen.

## Característiques
La balićžunićita és un sulfat de fórmula química Bi₂O(SO₄)₂. Va ser aprovada com a espècie vàlida per l'Associació Mineralògica Internacional l'any 2013. Cristal·litza en el sistema triclínic. Químicament és el sulfat de bismut més simple conegut; similar a leguernita. Els altres únics sulfats de bismut coneguts són la cannonita, la riomarinaïta i tavagnascoïta.

## Formació i jaciments
Va ser descoberta al Cràter La Fossa, a l'illa de Vulcano, a les Illes Eòlies, dins la província de Messina (Sicília, Itàlia), on sol trobar-se associada a altres minerals com: wurtzita, pirrotita, pirita, lil·lianita, leguernita, galenobismutita, esfalerita càdmica, bismoclita i anglesita. La localitat tipus és l'únic indret de tot el planeta on ha estat descrita aquesta espècie mineral.